# Icilio Bacci

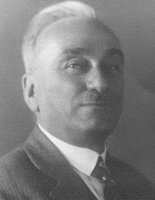
Icilio Bacci

Icilio Bacci (geboren als Baccich) (* 2. Juli 1879 in Fiume; † 28. August 1945 bei Cosala) war Rechtsanwalt und Notar, Senator der faschistischen Regierung, Bürgermeister und Regierungspräsident von Fiume. Er wurde 1944 als Kriegsverbrecher in Abwesenheit verurteilt.

## Leben
Bacci studierte in Florenz und Rom Jura (Examen 1902) und wurde in Fiume Rechtsanwalt und Notar. 1910 wurde er von der irredentistischen  Mehrheit zum Bürgermeister von Fiume gewählt. Er diente als Freiwilliger in der italienischen Armee im Ersten Weltkrieg und wurde hoch dekoriert. Nach dem Krieg gründete er mit seinem Bruder Iti Bacci einen Verlag und verbreitete nationalistische, später faschistische Propaganda. Er gehörte der Associazione Nazionalista Italiana, die später in die PNF überführt wurde, an. Er bediente sich u. a. der Sportmannschaften, um im Sinne der Hegemonie die Zugehörigkeit zum international erfolgreichen Italien zu propagieren. Zudem bediente er sich auch des Polizeiapparats, um seine Macht zu festigen. Ab 1924, zur Zeit der italienischen Herrschaft über Fiume, war er der Verantwortliche für Polizei und Justiz, und wurde 1929  Provinzgouverneur. Er gründete das Gesundheitsamt und ein Krankenhaus und sorgte für Rettungs- und Notarztwagen. 1934 wurde er zum Senator auf Lebenszeit ernannt und gehörte somit zum engsten Herrschaftszirkel der PNF. Im April 1944 wurde er in Rom in Abwesenheit als Kriegsverbrecher verurteilt. Er hielt sich weiter in Fiume auf, wo ihn die Wehrmacht so lange schützte, wie es ging. Von Partisanen in Fiume am 28. August 1945 entführt, wurde er am 29. März 1946 für unauffindbar und tot erklärt. Er soll von Partisanen in der Nähe von Karlovac standrechtlich erschossen worden sein.

## Auszeichnungen
- 1914: Kriegsverdienstkreuz (Italien)
- 1912: Ritter des Ordens der Krone von Italien
- 1924: Kommandeur des Ordens der Krone von Italien
- 1930: Großoffizier des Ordens der Krone von Italien
- 1933: Ritter des Ordens der hl. Mauritius und Lazarus